# Jacques Rouland
Pour les articles homonymes, voir Rouland.
Jacques Rouland, né le 13 novembre 1929 à Saint-Sauveur-le-Vicomte (Manche) et mort le 14 juin 2002 à Bois-Guillaume (Seine-Maritime), est un homme de radio et de télévision français.

## Biographie

Jacques Rouland, 2e en partant de la droite.

Jacques Rouland suit de brèves études à l’abbaye de Saint-Sauveur-le-Vicomte, aux Apprentis d'Auteuil puis au petit séminaire de Caen. Lorsqu’il en sort en 1944, il fait alors des études musicales qui l’amènent à suivre l’exemple de son frère Jean-Paul Rouland en entrant à la radio. Il débute en 1961 avec La Source des chansons. En 1963, il lance Gardez le sourire sur Europe no 1 avec Michel Drancourt où il officie avec Jacques Legras. L’année suivante voit les débuts de La Caméra invisible avec Pierre Bellemare et toujours Jacques Legras. En 1982, il produit et présente l’émission télévisée Mardi Cinéma.
Jacques Rouland reste titulaire à Antenne 2 entre 1982 et 1991, mais diminue ses activités à partir de 1987.
En 1991, il prend sa retraite et quitte Antenne 2. Il restera domicilié à Escames jusqu'à sa mort.
Jacques Rouland meurt le 14 juin 2002 à Bois-Guillaume (Seine-Maritime), des suites d'un cancer. Il est inhumé à Escames (Oise).

## Télévision
- 1964 La Caméra invisible
- 1967-1980 Monsieur Cinéma
- 1968 Cavalier seul
- 1971 Entrez sans frapper
- 1972 Le dernier des cinq
- 1973 Le défi
- 1975 Le blanc et le noir
- 1977 Ouvrez l'oeil!
- 1977 Ces messieurs nous disent
- 1981 Jeudi Cinéma
- 1982 Mardi Cinéma
- 1985 Millésime

## Radio

### Europe 1
- 1978 - 1979 Vingt millions cash avec Jean-Paul Rouland, Pierre Bellemare et Jean-Marc Epinoux (12 h-13 h)
- 1980 - 1982 Le sweepstake avec Robert Willar (11 h-12 h)
- 1982 - 1983 C'est la récré avec Julie (16 h-17 h)
- 1983 - 1984 Silence... on joue avec Anne Perez (16 h 30-17 h)
- 1984 Tranche 16 h-18 h avec Jacky et Julie

### RMC
- 1984-1985 Chronique quotidienne et émission hebdomadaire

## Filmographie

### Acteur
- 1972 : Le Viager
- 1974 : Vos gueules, les mouettes ! : le présentateur de télévision
- 1975 : Trop c'est trop
- 1978 : Sacré farceur (télévision)
- 1981 : Signé Furax : le facteur
- 1982 : Les Sous-doués en vacances : lui-même
- 1983 : Le Bourreau des cœurs : lui-même

### Réalisateur
- 1966 : Entends-tu la mer ? (court métrage)
- 1974 : La Gueule de l'emploi
- 1977 : Appelez-moi docteur ou le médecin invisible (télévision)
- 1978 : Sacré farceur (télévision)